# Bulova

Il logo di Bulova con il simbolo del diapason, adottato dall'azienda a partire da metà anni '60

Bulova è una azienda di orologeria fondata nel 1875 a New York di proprietà del conglomerato multinazionale giapponese Citizen.

## Storia

### Dalla nascita al secondo dopoguerra
Bulova nacque come J. Bulova Company nel 1875 dall'immigrato boemo Joseph Bulova.
Nel 1912 Joseph Bulova avvia il suo primo stabilimento a Bienne interamente dedicato alla produzione di orologi.
Nel 1923 cambiò nome in Bulova Watch Company
Nel 1926 l'azienda lancia il primo spot via radio.
Nel 1927 istituì un osservatorio sul tetto di un grattacielo situato sulla 5th Avenue per determinare con precisione l'ora universale.
Già dalla fine degli anni Venti/inizio anni Trenta l'azienda si afferma anche come casa produttrice di movimenti: è il caso, ad esempio, del calibro 10AE, con un caratteristico design a ponti separati. Questo movimento è stato poi declinato in numerose varianti.

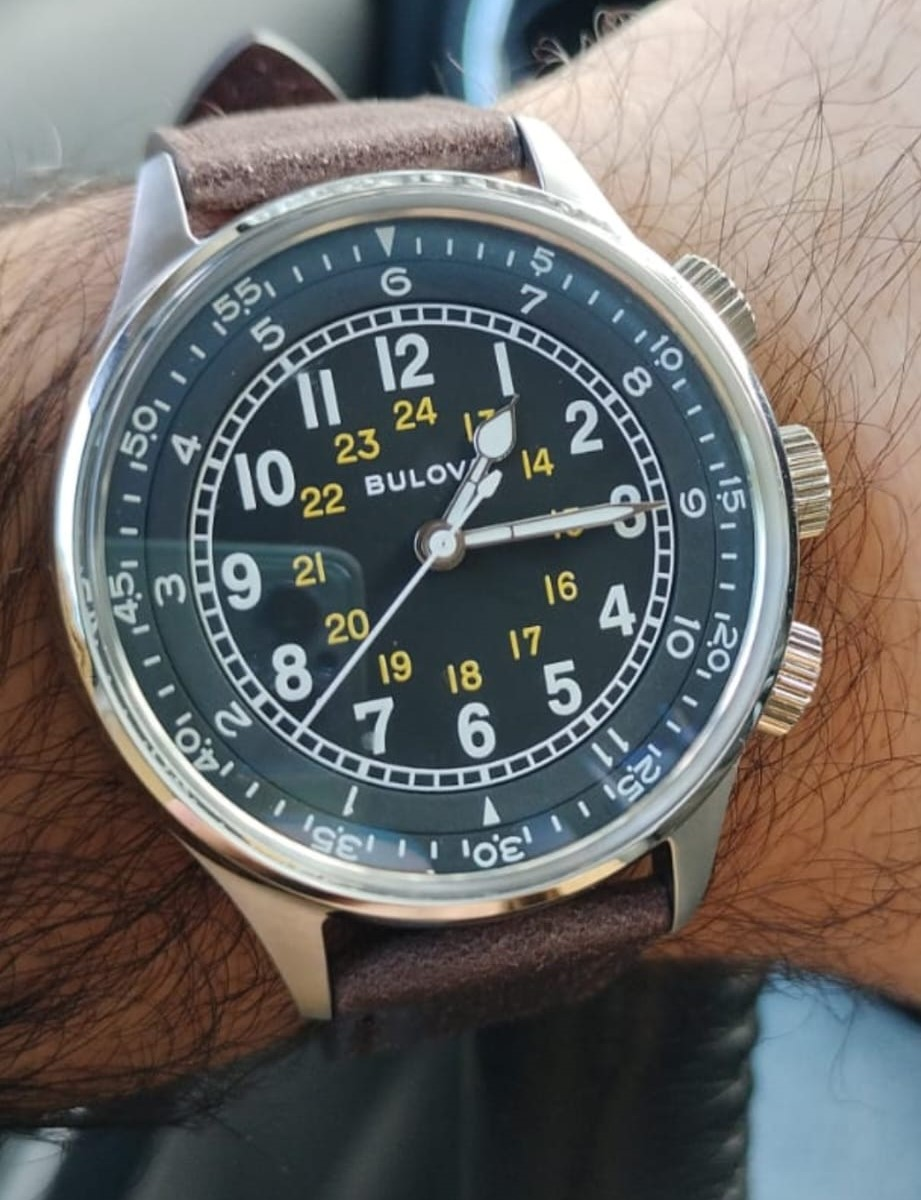
Bulova Pilot A15 ref. 96A245

Durante la seconda guerra mondiale, Bulova realizzò dei cosiddetti "hack watch" per l'esercito statunitense, così soprannominati perché, tirando la corona di carica, la lancetta dei secondi si bloccava e consentiva una perfetta sincronizzazione dell'orario con precisione al secondo. Questo orologio è stato oggetto di una riedizione (ref. 98A255). Altri segnatempo realizzati dall'azienda per esigenze militari sono stati anche un Pilot, dotato di due differenti indicatori sul rehaut (riproposto in versione "civile" con la ref. 96A245), caratterizzato dalla presenza di ben tre corone, e il Submersibile Mil Ship: un diver tecnico risalente al 1957 con indicatore di umidità sul quadrante (una soluzione adottata anche dal Blancpain "Mil-Spec", anch'esso fornito in dotazione all'esercito USA).

### 1960: gli orologi a diapason

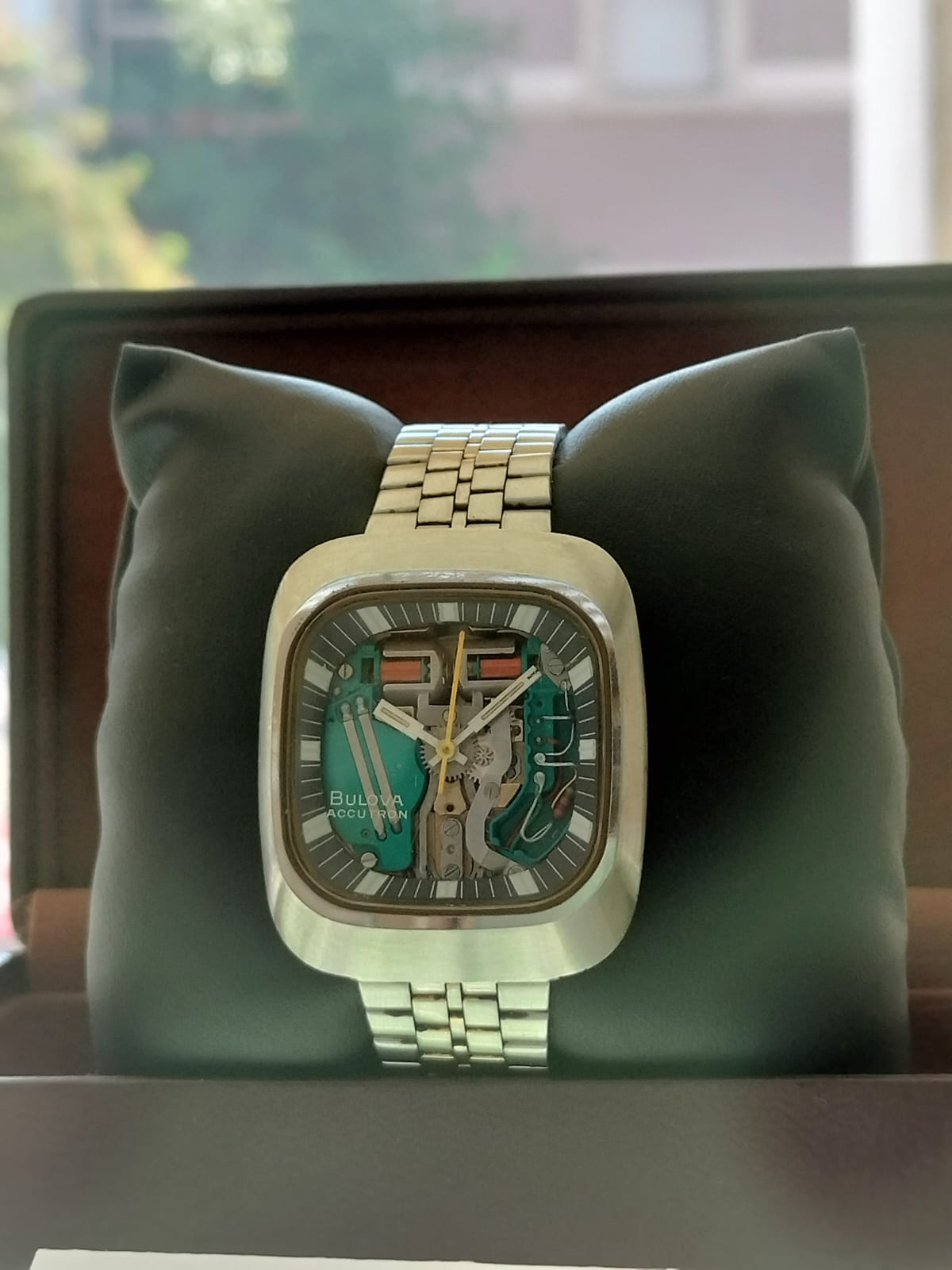
Bulova Accutron Spaceview con calibro 214, prima metà anni '70

Nel 1960, grazie allo sviluppo di Max Hetzel, Bulova presenta il primo orologio con movimento elettronico nella storia dell'orologeria. Il movimento, ribattezzato Accutron (abbreviazione di "Accuracy Through Electronic"), adoperava un circuito elettronico con un diapason stimolato ad una frequenza pari a 360 Hz e controllato da un transistor. Questo genere di soluzione garantiva una precisione enormemente maggiore rispetto agli orologi meccanici che in quel periodo imperavano, offrendo uno scarto orario di circa un minuto per mese. Grazie a questa straordinaria invenzione, si diffuse ben presto il Bulova Accutron, anche in versione con quadrante scheletrato (ribattezzata Spaceview), che consentiva la visione del funzionamento del movimento. L'alta frequenza a cui viaggiava l'Accutron, inoltre, garantiva che lo scorrere della lancetta dei secondi fosse un flusso continuo, proprio come negli orologi meccanici, e non invece un andamento saltante come negli orologi al quarzo. La soluzione adottata da Hetzel fu talmente fortunata per Bulova, che la casa orologiera fece del diapason il proprio logo. Il primo di questi movimenti prese il nome di Bulova 214.
Da metà anni Cinquanta circa, Bulova inizia a realizzare anche movimenti automatici di manifattura. La famiglia di movimenti automatici chiamata Bulova 11 è stata l'ultima prodotta in house dall'azienda. Dopodiché la maison passò alla realizzazione di soli movimenti a diapason e al quarzo, mentre i calibri meccanici sarebbero stati forniti da terze parti. Tra la fine degli anni Cinquanta e i primi Sessanta, Bulova è divenuto sponsor del Frank Sinatra Show.
Nel 1962 Bulova registra un altro marchio: si tratta di Caravelle, inizialmente utilizzato per i segnatempo più sportivi, poi arricchito da una linea più elegante.
I primi cronografi automatici Bulova, arrivati alla fine degli anni Sessanta, montavano il movimento Chronomatic sviluppato dal consorzio omonimo in cui collaboravano Heuer-Leonidas, Breitling, Buren, Hamilton e Dubois-Dépraz.
In questi anni si diffonde la collezione Longchamp, composta da segnatempo eleganti, spesso proposti con cassa tonneau, che prosegue nella commercializzazione anche nei decenni successivi.

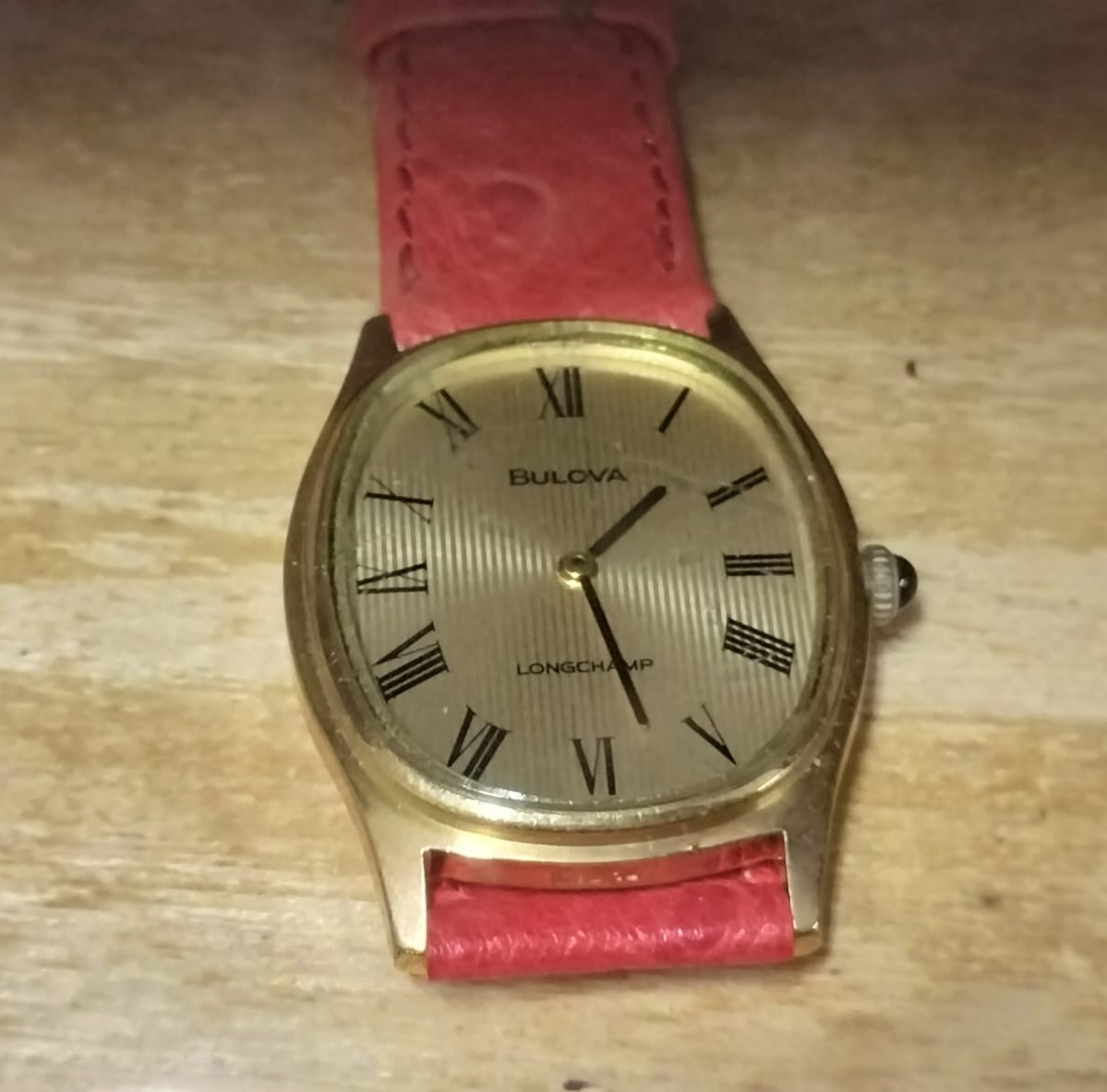
Bulova Longchamp a carica manuale, seconda metà anni '70 circa

### 1970-1980: un Bulova sulla Luna

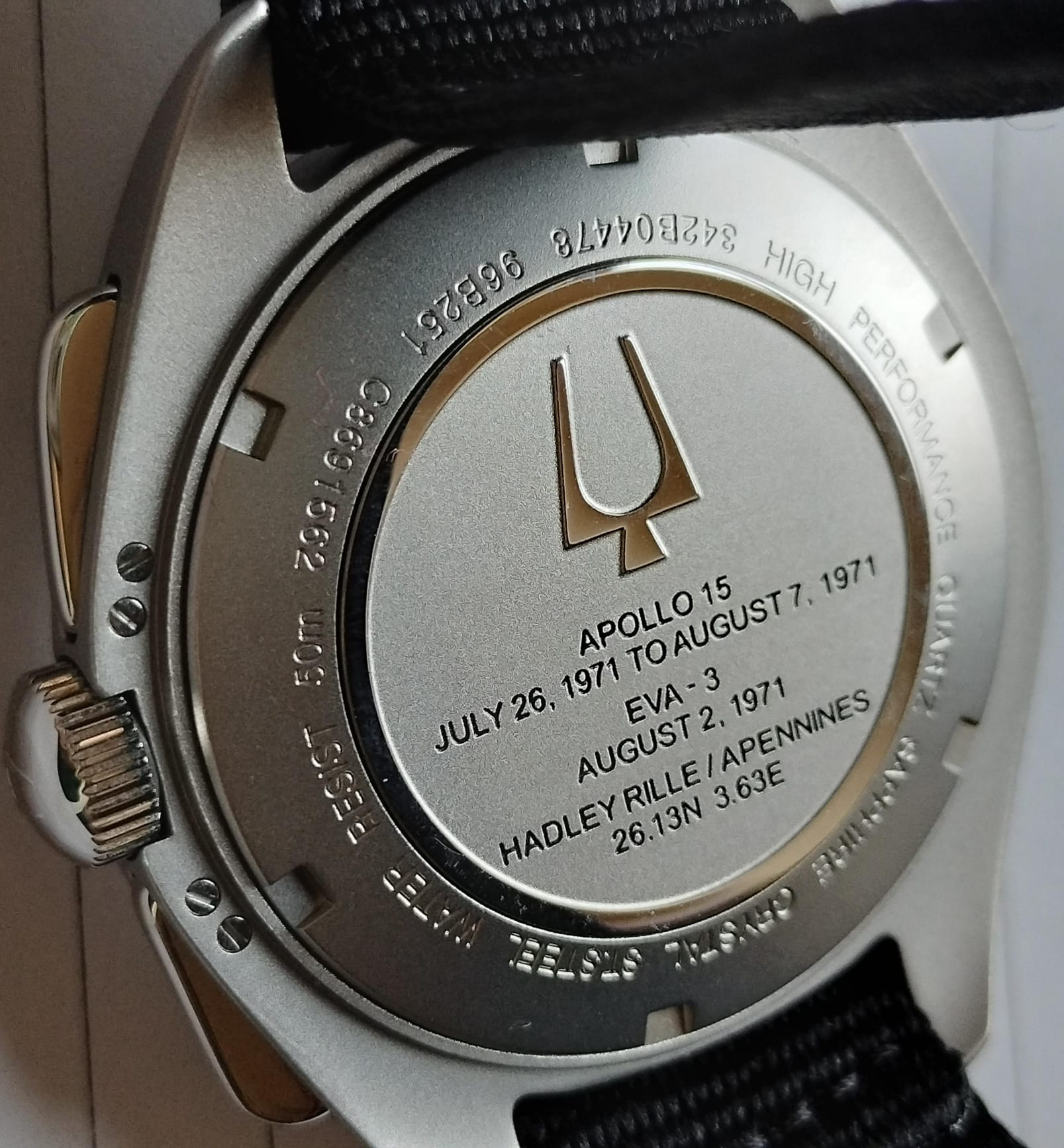
Fondello di un Bulova Lunar Pilot recante le informazioni della missione spaziale ed extraveicolare

Nel 1971, un orologio Bulova andò nello spazio: per la precisione al polso del Capitano David Scott durante la missione Apollo 15 (26 luglio/7 agosto 1971), durante la quale l'orologio atterrò anche sul suolo lunare (in data 2 agosto 1971), e accompagnò il capitano mentre costui viaggiava sul rover, risultando dunque il primo orologio a partecipare ad un'attività extraveicolare. L'orologio personale del Capitano Scott è stato battuto all'asta per oltre un milione e mezzo di dollari.
Gli orologi con movimento a diapason ottengono un buon successo e sull'onda delle linee bizzarre e stravaganti del nuovo decennio, Bulova propone alcuni di questi modelli scheletrati, affinché si possa vedere il funzionamento dell'ingegnoso movimento: nasce così l'Accutron Spaceview.
Nel 1972 l'azienda americana lancia il suo diver più famoso: l'Oceanographer "Devil Driver", così soprannominato poiché impermeabile fino a 666 piedi, ovvero 200 metri. Questo modello ha recentemente ispirato la Maison per il rilancio di una versione moderna di diver dalla linea vintage, declinato in diversi modelli (anche GMT) e dimensioni, tutti automatici.
Nel 1976, a seguito della moda degli orologi con indicazione oraria a LED, Bulova lancia il Computron.

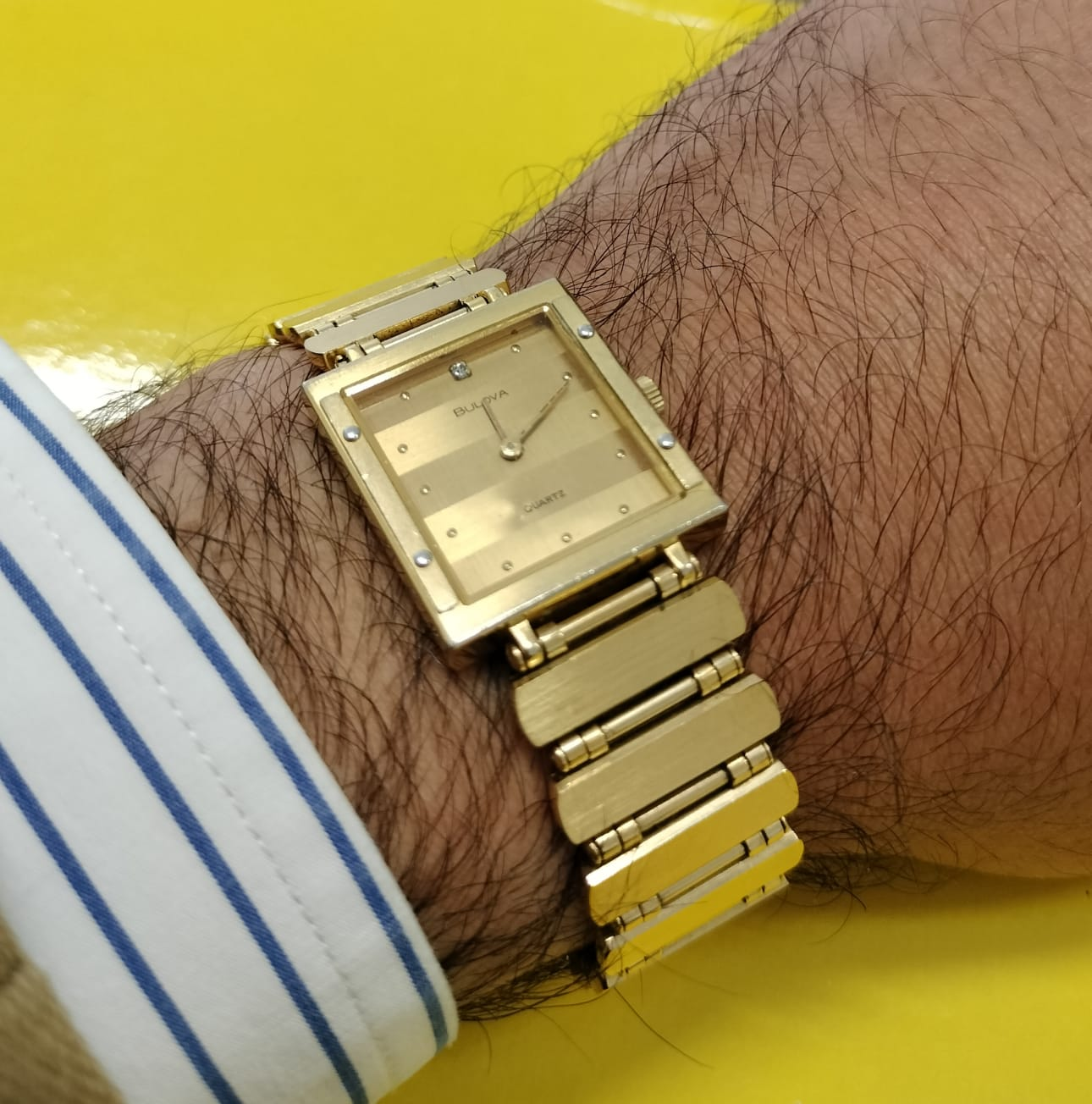
Bulova al quarzo placcato oro, metà anni 80

Nel 1979 entrò a far parte della Loews Corporation.
Il successo della missione spaziale Apollo 15 ha fatto sì che Bulova, tra gli anni Settanta ed Ottanta, presentasse una collezione chiamata Astronaut.

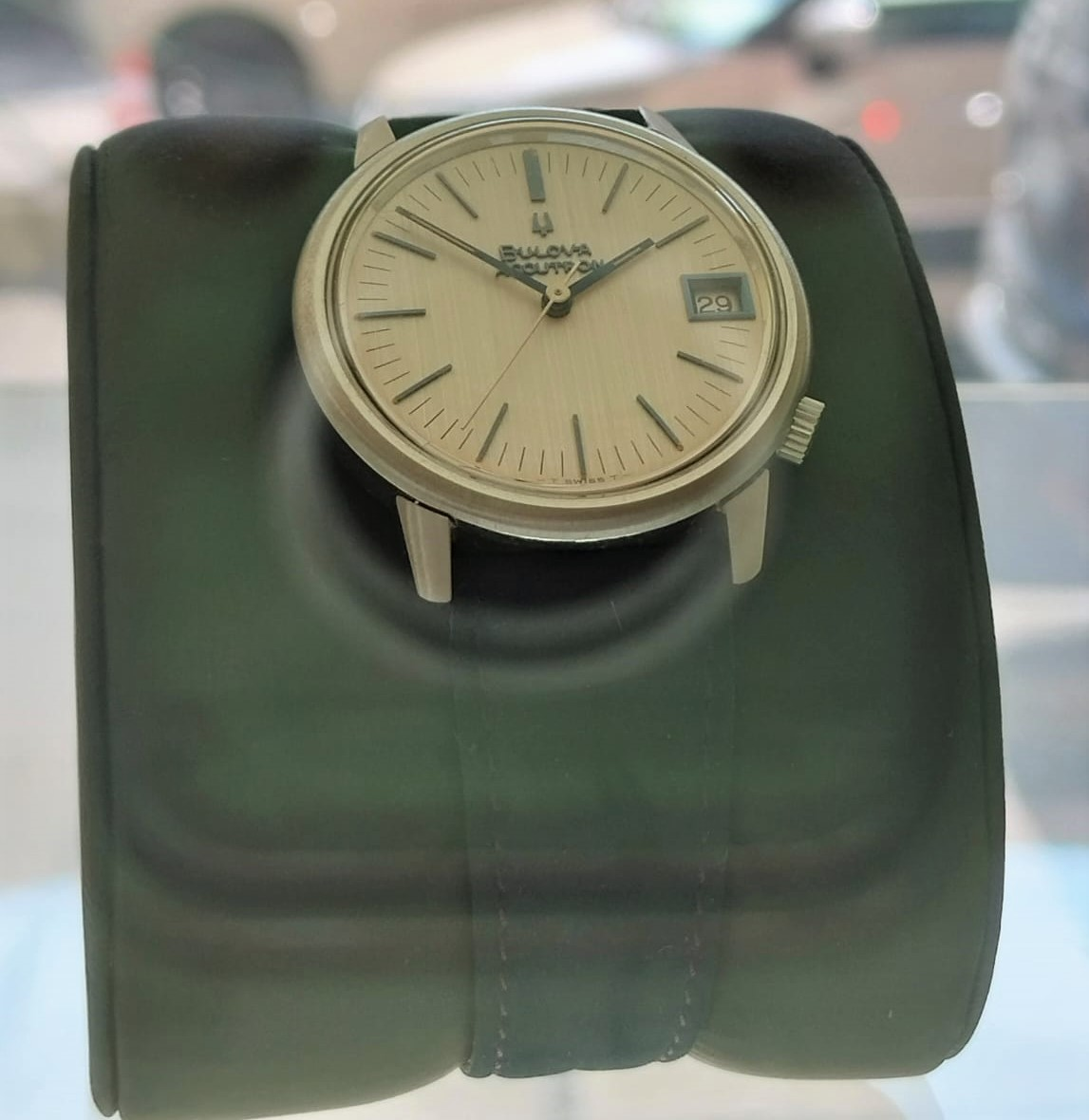
Bulova Accutron con calibro 218, prima metà anni '70

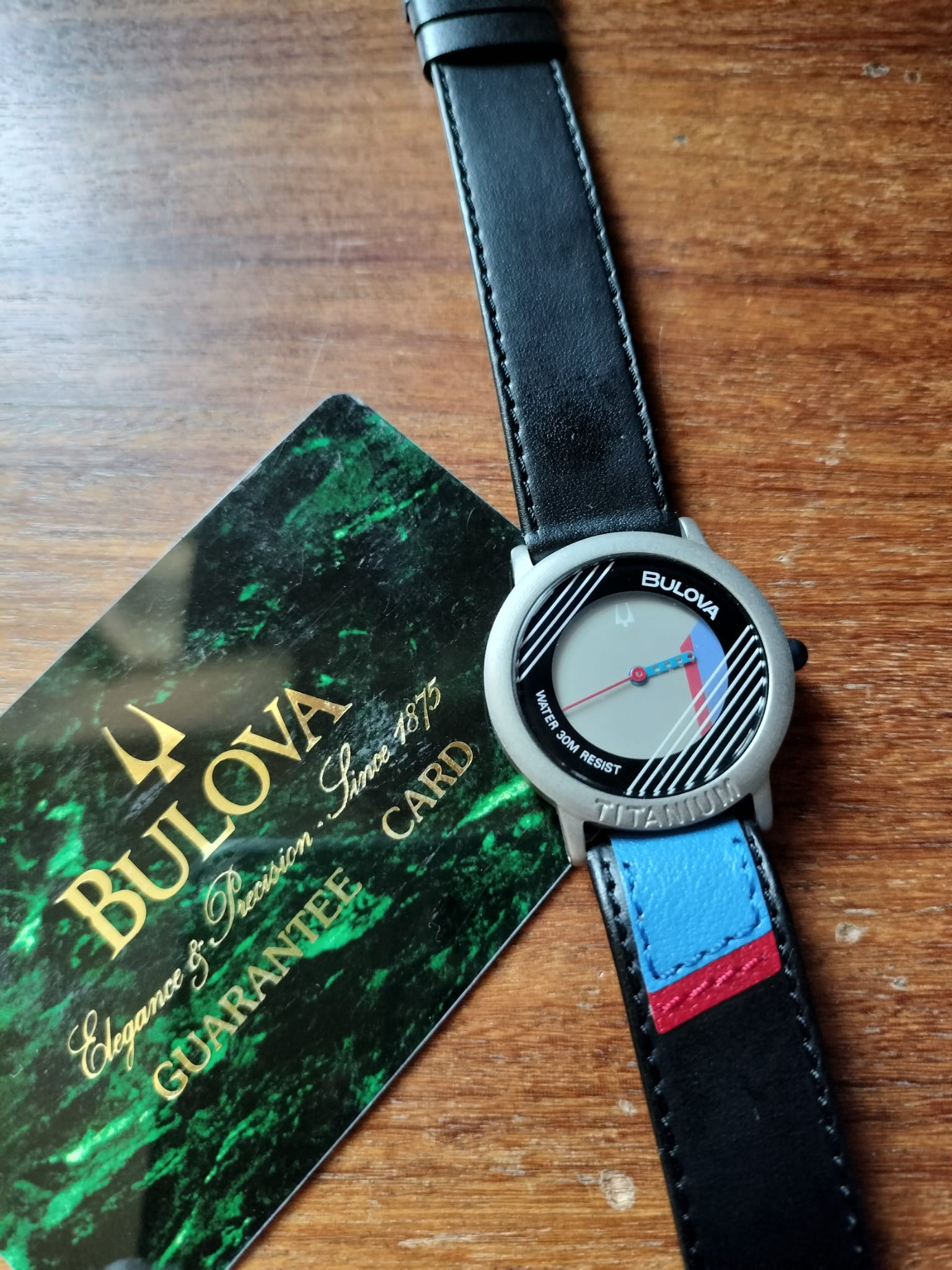
Bulova "titanium" al quarzo anni '80

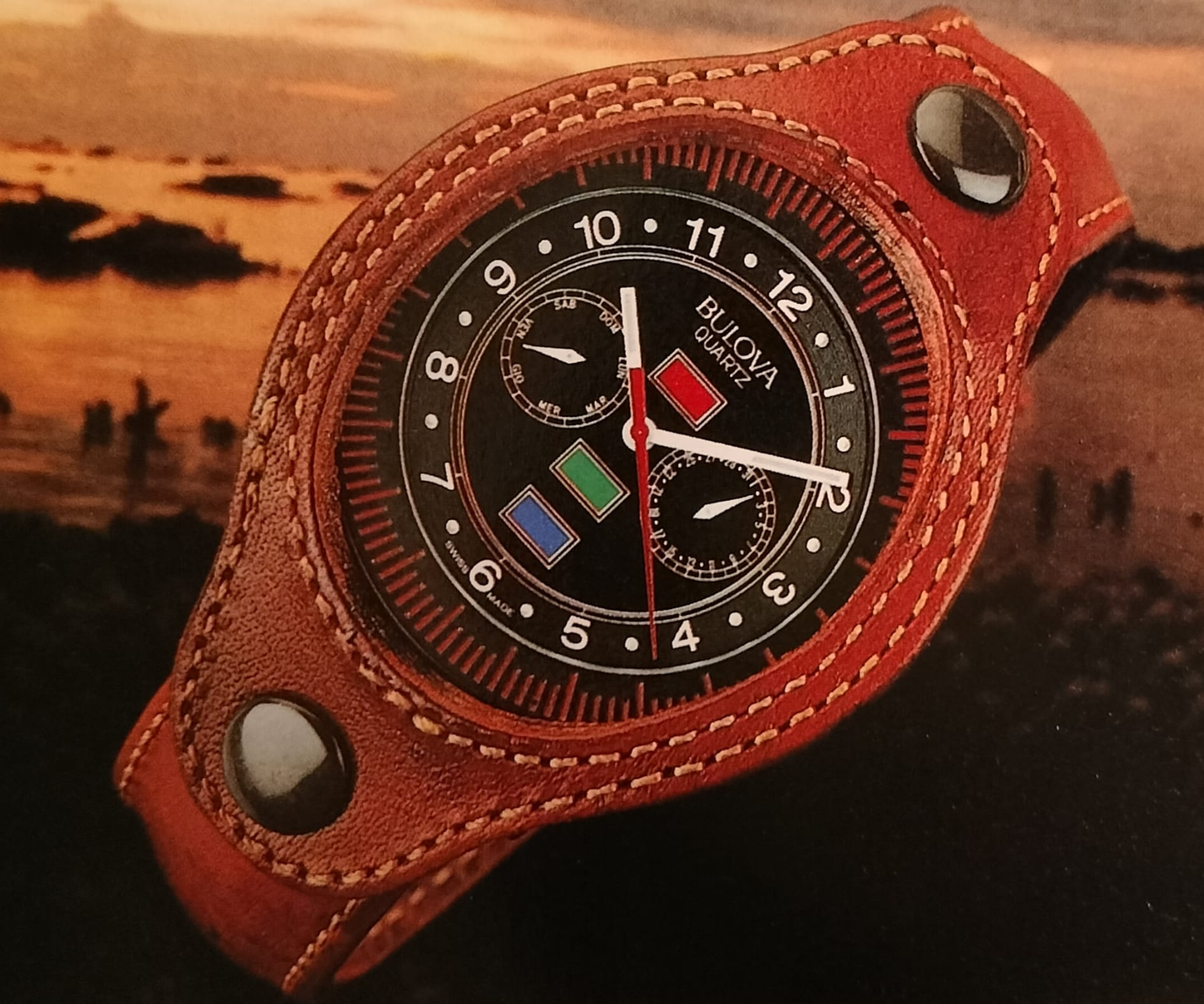
Bulova Easy Rider, fine anni '80

Negli anni Ottanta, la collezione Super Seville rendeva omaggio ai Rolex Datejust e Day-Date. In questo stesso periodo, seguendo il successo dei neonati Swatch, anche Bulova inizia a realizzare orologi simpatici dai colori vivaci, ma rispetto agli Swatch, utilizza una cassa in titanio, volendo proporre un prodotto qualitativamente superiore rispetto a quello creato da Nicolas Hayek.

### Nuovo Millennio
A inizio anni Duemila Bulova assorbe il marchio Wittnauer.
Oltre alla produzione standard, offre la linea Accutron. I primi riprendono il simbolo della "forchetta" del diapason nell'Accutron che nel 2010, in occasione del suo cinquantesimo anniversario, è stato proposto in un numero limitato di mille esemplari.
Dal 2005, anno in cui  sono stati celebrati i 130 anni della nascita del marchio, vengono affiancati alla produzione di serie particolari modelli di "nicchia" in serie limitata da collezione come l'Ambassador e il regolatore 63F80.
Nel 2007 Bulova entra a far parte del gruppo Citizen.

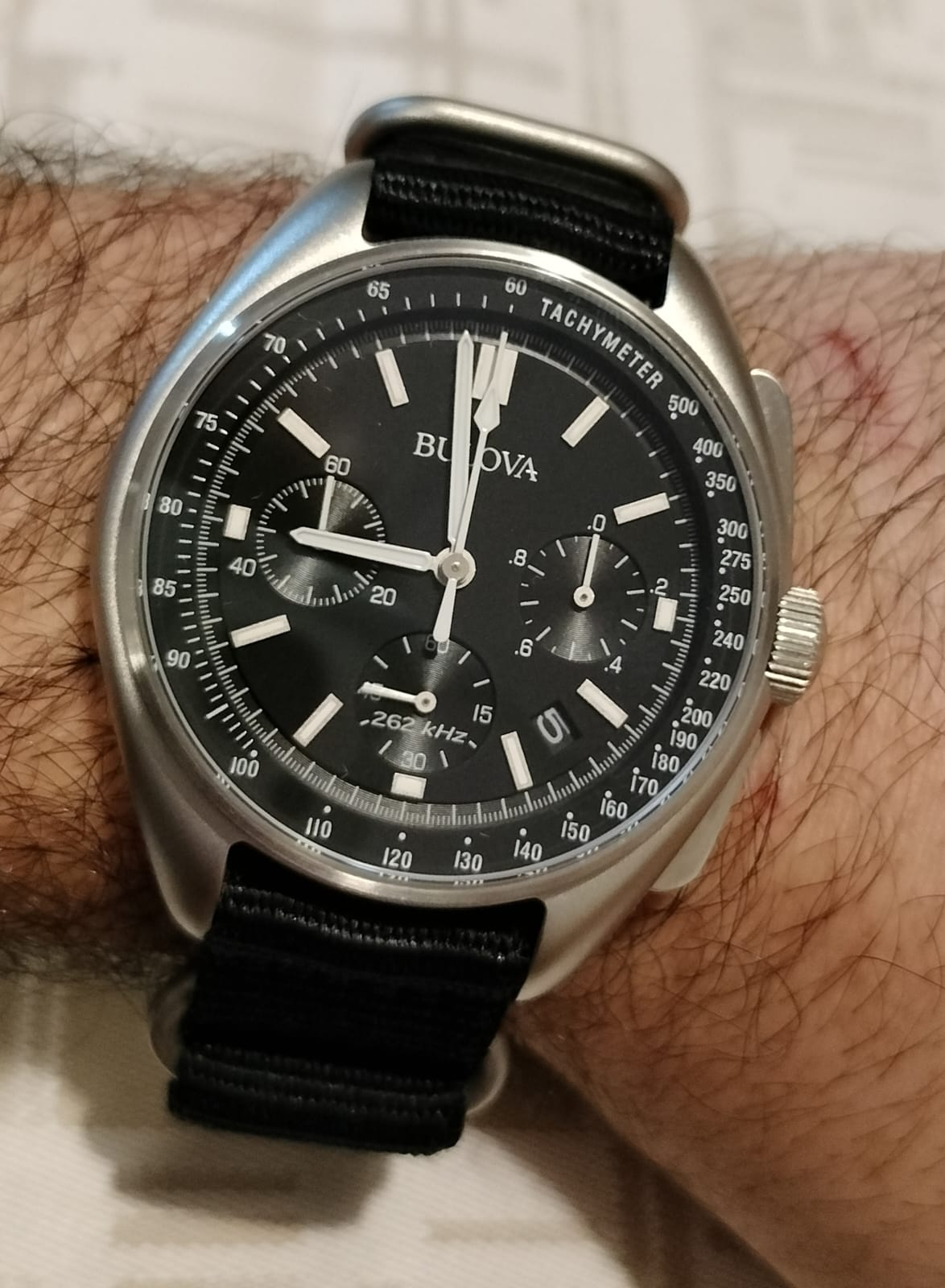
Bulova Lunar Pilot ref. 96B251 con calibro al quarzo ad alta frequenza

A fine anni Dieci del 2000 entra in produzione una replica fedele dell'orologio che è stato al polso di David Scott: viene chiamata Lunar Pilot, misura 45 millimetri di diametro e monta un movimento al quarzo ad alta frequenza, che viaggia a 262 kHz garantendo maggior precisione dei normali orologi al quarzo (uno scarto di circa 20 secondi all'anno contro uno scarto di circa 20 secondi al mese di un normale quarzo). Questo calibro viene chiamato da Bulova 8136 ed è di derivazione Citizen (Citizen 6S20, portato ad alta frequenza). Questo genere di movimenti al quarzo ad alta frequenza sono stati realizzati in forma curvex, con una conformazione che segue l'andamento del polso, e vengono montati in una apposita collezione di segnatempo sportivi, chiamati Curv (e a loro volta suddivisi in tre sottocategorie: Dress, Progressive e Forma).
Risale al 2016 il Bulova Lunar Pilot, l'edizione di serie fedele all'orologio di Dave Scott che ha partecipato alla spedizione lunare Apollo 15.
Dal 2020 Accutron non è più una collezione di Bulova, ma un marchio a sé stante che realizza orologi con calibro a diapason. Il primo modello scelto per il rilancio del marchio è lo Spaceview.
Nel 2021, in occasione del cinquantesimo anniversario della missione Apollo 15, la casa ha realizzato una versione celebrativa del Lunar Pilot, con cassa in titanio e inserti color oro. L'edizione è limitata a 5000 pezzi. Il medesimo anno sono state lanciate sul mercato due collezioni dedicate a Frank Sinatra, chiamate come due sue celebri canzoni: "Fly me to the Moon" e "The Best is Yet to Come".
Nel 2023 viene realizzata un'ulteriore versione del fortunato Lunar Pilot, dal diametro di 43,3 millimetri (come per l'originale del 1971) e presentato anche in versione crono "panda" con subdials di colore blu. A questa edizione ne segue un'altra, anch'essa limitata (ref. 96A312) con quadrante in meteorite.
Oltre alla sede principale di New York, Bulova è presente in Canada, Cina, Italia, Giappone, Messico, Regno Unito e Svizzera.